# Кащенко Олександр Володимирович
Оле́ксандр Володи́мирович Ка́щенко (* 1949) - український архітектор; професор, доктор технічних наук.

## З життєпису
1973 року закінчив Київський інженерно-будівельний інститут; спеціальність «архітектура», кваліфікація — архітектор.
1985-го захистив кандидатську дисертацію за темою «Формоутворення просторових покриттів архітектурно — будівельних об'єктів на основі геометричного моделювання природних структур» («Нарисна геометрія та інженерна графіка»).
З 1987 року і надалі — декан архітектурного факультету Київського національного університету будівництва і архітектури, доктор технічних наук, професор, завідувач кафедри рисунку і живопису.